# LVN (Association La Vie Nouvelle)
 (mai 2010).
Pour les articles homonymes, voir La Vie nouvelle.
LVN - jusqu'en 2022 appelée La Vie Nouvelle - est une association d’éducation populaire fondée en 1947.

## Mission
LVN est une association d’éducation populaire agréée par l’État, indépendante, pluraliste et libre de tout parti, syndicat ou Église. Son objectif est de favoriser le développement personnel de chacun et d’inciter ses membres à s’engager, pour construire avec d’autres une société à laquelle chacun trouve un sens, où il a sa place et sa dignité.
Par son action et les engagements politiques de ses membres, LVN combat les inégalités, les injustices, la pauvreté, l'exclusion, l'exploitation des êtres humains. Elle contribue à construire aux plans local, national, européen et international, avec d'autres mouvements, associations, partis et syndicats, une société solidaire.
Attaché à la spiritualité et dans l'esprit de l'humanisme chrétien, LVN invite ses membres à approfondir leur quête de sens par un partage de leurs recherches spirituelles, leurs doutes, et leurs convictions dans une attitude d'ouverture et une démarche de dialogue et de respect mutuel. Puisant son inspiration de la philosophie personnaliste d’Emmanuel Mounier, fondateur de la revue Esprit, LVN voit en chaque homme une personne unique et responsable, qui se structure par l’engagement et la confrontation positive avec les autres et le monde. Cette approche est approfondie par l'ouverture à d'autres philosophies et d'autres visions du monde. Elle propose une alternative à l'individualisme et au repli identitaire, dans le respect de la dignité de chacun.
Elle fédère en France, Belgique et Luxembourg une quarantaine de groupes, chacun constitué en association. Elle propose un fonctionnement original qui combine :
- des petites équipes de 7 ou 8 personnes qui se retrouvent régulièrement pour partager expériences, engagements, réflexions, doutes et convictions sur un thème choisi ;
- des ateliers ouverts, réunions plus larges, transversales aux équipes et qui approfondissent sur plusieurs rencontres un thème particulier ;
- des week-ends et sessions nationales de formation.

## Histoire
En 1942-1946 sont créés les Amitiés Scoutes par André Cruiziat. En 1947, André Cruiziat et Pierre Goutet, issus du scoutisme catholique, fondent La Vie Nouvelle. L'association est rejointe par de nombreuses figures qui ont marqué la vie du Mouvement, comme Jacques Delors ou Christophe Deltombe,.
- 1953 : structuration du mouvement, guerre d'Algérie
- Pendant la guerre d’Algérie, la Vie Nouvelle s’oppose à la torture et évolue, malgré des réticences et oppositions, vers le soutien à la décolonisation. En Algérie, les groupes Vie Nouvelle d’Alger et de Constantine s’engagent plus nettement, dans la municipalité libérale d’Alger et dans le mouvement des « Libéraux d’Algérie » dont le journal, L’Espoir Algérie, est dirigé par un membre de La Vie Nouvelle. Plusieurs membres furent torturés par l’armée avant de comparaître dans le procès des “chrétiens progressistes” pour avoir hébergé des militants FLN. Acquittés, plusieurs furent expulsés d’ Algérie[4].
- 1958-1961 : revue Citoyens 60, renforcement de l’appartenance à La Vie Nouvelle, Vatican 2
- 1962-1966 : documents sur la cohabitation Catholiques-Protestants, rencontres sociales de Grenoble, Formation permanente
- 1971-1974 : développement de la conscience politique, participation au Congrès d'Épinay, lutte du Larzac, rôle du marxisme comme grille de lecture de la société.
- 1975 : participation au lancement de 'Chrétiens pour le socialisme'
- 1976 : rencontres « Femmes »
- 1977 : mise en place d’un collectif d’animation
- 1978-1979 : loi Veil
- 1980-1990 : grandes réflexions sur le personnalisme
- 1990 : travaux sur l'exclusion, la citoyenneté, le sens de la vie, publications « les mots clé du personnalisme » et Présence de la Personne »
- 2000 : travaux sur l'Europe[5], la mondialisation, l'immigration
- 2004-2007 : « Construire aujourd'hui le monde que nous espérons »
- 2007-2010 : travaux sur « Faire société aujourd'hui et demain »
- 2011 : création du Pacte Civique avec les associations 'Démocratie et spiritualité' et Poursuivre[6]
- 2010-2013 : Agir pour une société solidaire et fraternelle
- 2013-2016 : Dans un monde incertain, oser construire avec d’autres une société plus juste et fraternelle[7]
- 2016-2019 : Habiter la Terre autrement[8]

## La Charte
LVN est un mouvement de femmes et d’hommes rassemblés par la conviction que chaque être humain est une personne unique, libre, créatrice, qui se réalise par la reconnaissance et l’acceptation mutuelle des autres. Au sein d’une société poussée à l’individualisme, LVN favorise le développement personnel de chacun et incite ses membres à s’engager, pour construire avec d’autres une société à laquelle chacun trouve un sens, où chacun trouve sa place. Mouvement d’éducation populaire, pluraliste, indépendant et libre de tout parti, syndicat ou Église, elle conduit sa réflexion et ses engagements selon trois axes : philosophique, politique, spirituel – ces trois axes étant considérés comme indissociables pour rendre compte de la globalité de la personne.

### Spiritualité
Dans l’esprit de l’humanisme chrétien qui présida à sa fondation, et en cohérence avec la pensée personnaliste et communautaire d’Emmanuel Mounier, La Vie Nouvelle affirme l’égale dignité et l’aspiration à la transcendance de chaque être humain.
C’est cela qui fonde la dimension spirituelle essentielle au développement de toute personne. Cette dimension spirituelle s’exprime par différentes voies : 
- le message de l’Évangile et d’autres voies, religieuses ou non religieuses,
- elle inspire l’engagement et l’action individuels et collectifs,
- elle implique un désir de fraternité et l’écoute de l’autre, le souci de progresser les uns par les autres et le sens du don.

Les valeurs chrétiennes et laïques portent en elles les bases du pluralisme. Celui-ci est un défi et une exigence personnelle et collective riche d’avenir.
La quête de sens est constitutive de l’existence humaine et fait progresser les personnes vers leur plénitude.
La Vie Nouvelle invite ses membres à partager leurs recherches spirituelles, leurs doutes et leurs convictions dans une attitude et une démarche d’ouverture de dialogue et de respect mutuel.

### Philosophies de la personne
Le mouvement La Vie Nouvelle est fondé sur une idée de l’être humain qui s’enracine, à partir de la pensée d’Emmanuel Mounier, mais aussi des écrits d'Emmanuel Levinas, Paul Ricœur, Hannah Arendt, dans des philosophies de la personne pour lesquelles l’être humain : 
- est unique et singulier,
- se construit dans sa relation à l’autre,
- est à considérer dans ses dimensions corporelle, affective, sociale, citoyenne et spirituelle,
- est ouvert aux autres, à la nature et au monde,
- articule réflexion et action en cohérence avec ses valeurs, conscient de ses devoirs et de ses droits,
- est responsable et résiste, affronte et s’engage pour construire un monde fraternel, équitable et solidaire.

Ainsi, cette approche personnaliste nourrit une manière d’être que La Vie Nouvelle approfondit, actualise et enrichit par l’ouverture à d’autres philosophies et d’autres visions du monde. Elle propose une alternative à l’individualisme et au repli identitaire, dans le respect de la dignité de chacun.

### Politique
La Vie Nouvelle, par son action et les engagements de ses membres, combat les inégalités, les injustices, la pauvreté, l’exclusion, l’exploitation des êtres humains. Elle contribue à construire aux plans local, national, européen et international, avec d’autres mouvements, associations, partis et syndicats, une société solidaire où :
- la dignité et l’épanouissement de toute personne sont une priorité et les besoins fondamentaux de tous satisfaits,
- le politique oriente une économie au service de l’être humain. Il organise le partage équitable des richesses et des ressources naturelles,
- les générations actuelles s’affirment responsables vis-à-vis des générations à venir,
- les institutions garantissent la justice sociale, les droits et les devoirs de chacun dans le respect de l’intérêt général et de la démocratie,
- la formation permet à chacun d’être acteur de sa vie, de développer son autonomie, de prendre et d’assumer ses responsabilités dans la société.

La Vie Nouvelle approfondit et actualise ce projet politique de démocratie, liberté et solidarité. Toutefois si le " faire société" [incompréhensible] et "faire mouvement" recueillent un accord global au sein de l'association, le "faire famille" [incompréhensible] et surtout le "faire église"[incompréhensible] font l'objet de tensions et de désaccords de fond.

## La formation par l'échange
Pour construire le monde que nous espérons, « il ne suffit pas de comprendre, il faut faire » disait Emmanuel Mounier, c’est pourquoi l’une des missions historiques de LVN est d’inciter ses membres à un engagement actif. Elle organise des formations, des voyages d'étude, des moments de réflexion publique (colloque La démocratie au risque de la spiritualité en décembre 2006, les élections présidentielles), des débats souvent sous forme de colloque et d'université d'été. 
Mais elle s'engage aussi pour soutenir certaines causes, questionner les politiques (sur l'immigration, Ultimatum climatique , le Grand Débat National - contributions et débats locaux)...
Elle organise régulièrement des sessions de formation :
- des sessions Lire Les Écritures à Lyon tous les ans depuis 2006, avec l'association Coexister
- un colloque Urgence Europe, votons ! les 16 et 17 février 2019[13]
- un voyage en Biovallée, dans la Drôme, en juin 2018[14]
- une conférence : Les trois i : Insérer - Intégrer - Inclure, en février 2018
- Les enjeux politiques 2017 décrypter - comprendre - agir pour la démocratie, nov. 2016
- un voyage à Grenoble : ville "verte" en mai 2016

## La revueCitoyens
Citoyens, cahiers d'éducation politique, philosophique et spirituelle, appelée à l'origine Citoyens 60, est la revue de LVN ; elle est destinée à ses membres, ses partenaires et se veut ouverte à un large public. Elle ne présente pas une position officielle, fixe, définitive et alignée, et offre toujours un ensemble d’alternatives pour mieux se choisir, se construire. La revue développe des opinions sincères, argumentées et des informations précises et honnêtes. Même si celles-ci sont parfois fortes et tranchées. Elle présente des témoignages de personnes œuvrant à tous niveaux, dans les cadres les plus divers.
Mais si Citoyens est riche d’information, elle ne prétend pas tout dire sur les sujets. Ce n’est pas son ambition qui est juste d’aider à donner des réponses existentielles. La revue vise à être une publication de rencontre et doit être ouverte sur l’extérieur, lisible par tous. Outil d’éducation populaire, elle doit aider chacun à mieux comprendre les enjeux actuels, à s’engager, et permettre à tous de s’exprimer par écrit.